# Mariquita-de-cabeça-parda
Mariquita-dos-tepuis ou mariquita-de-cabeça-parda (Myioborus castaneocapilla) é uma espécie de ave da família Parulidae.
Pode ser encontrada nos seguintes países: Brasil, Guiana e Venezuela. Seus habitats naturais são: regiões subtropicais ou tropicais húmidas de alta altitude e matagal tropical ou subtropical de alta altitude.